# Przyjaciele Wielkiej Rzeszy Niemieckiej
Przyjaciele Wielkiej Rzeszy Niemieckiej (fr. Les Amis du Grand Reich Allemand, AGRA) – walońska kolaboracyjna organizacja w okupowanej Belgii podczas II wojny światowej
Organizacja AGRA została założona 13 marca 1941 w Liège przez grupę rozłamowców z ruchu rexistów Leona Degrelle’a. Byli wśród nich J. Spilette, Alfons De Boungne, Georges Scaillet, Jean Thiriart, Julien Velut i Jean Gerits. Opowiadali się za przyłączeniem Walonii do Rzeszy Niemieckiej, uważając Walonów za Germanów, podczas gdy rexiści pragnęli niezależnej Walonii w sojuszu z Niemcami. Podobną rolę jak AGRA w okupowanej Flandrii spełniał Niemiecko-Flamandzki Związek Pracy (DeVlag). W październiku 1941 r. część członków organizacji utworzyła Waloński Ruch Narodowo-Socjalistyczny (Mouvement National-Socialiste Wallon). Członkowie AGRA nie byli przyjmowani do formowanego przez rexistów w poł. 1941 r. do walki przeciwko Sowietom Legionu Walońskiego. Z tego powodu zaczęli wstępować do hitlerowskiego Narodowo-Socjalistycznego Korpusu Motorowego (NSKK), tworząc tzw. NSKK AGRA. W 1943 r. członków AGRA zaczęto też przyjmować do SS-Sturmbrigade „Wallonien”, która rozwinęła się potem w 28 Ochotniczą Dywizję Grenadierów Pancernych SS „Wallonien”. Organizacja AGRA istniała do czasu wyzwolenia Belgii przez aliantów we wrześniu 1944 r.